# Requena (distrito)
Requena é um dos dez distritos que formam a Província de Requena, situada no Departamento de Loreto e pertencente a Região Loreto, no Peru.

## Transporte
O distrito de Requena não é servido pelo sistema de estradas terrestres do Peru.